# 5e escadrille
Pour les articles homonymes, voir 5e escadre.
La 5e escadrille (néerlandais : 5de Smaldeel) est une escadrille d'entrainement qui constitue, avec la 9e escadrille, la Basic Flying Training School de la composante aérienne de l'armée belge.

## Historique

### Origines de l'escadrille
La 5e escadrille du IIIe groupe du 3e régiment aéronautique (5/III/3Aé) est créée le 30 septembre 1935. Stationnée sur la base d’Evere, elle est équipée de biplans Fairey Fox. Début 1938, elle est transformée sur Fairey Battle. C’est sur ces appareils que l’escadrille entre dans le deuxième conflit mondial et dans l’histoire de l’aviation en attaquant les ponts du canal Albert. Cette mission quasi suicidaire cause la perte de six des neuf appareils engagés et de presque autant de membres d’équipage mais elle témoigne de l’abnégation des aviateurs belges face à l’envahisseur.

### CapitaineCharles de Hepcée
Le Capitaine Charles de Hepcée est alors le Commandant de la 5e escadrille. Après la capitulation de l’armée belge le 28 mai 1940, le Capitaine de Hepcée s’illustre dans d’importantes activités de résistance, de renseignement et d’évasion du continent. C’est sur une de ces missions clandestines en territoire occupé qu’il se fait arrêter le 13 avril 1944 et est fusillé le 27 juin 1944 par un peloton d’exécution SS près de Castelmaurou en région toulousaine. On perd alors la trace de Charles de Hepcée. Grâce à de pénibles et harassantes recherches internationales, sa dépouille est finalement identifiée 68 ans plus tard. Charles de Hepcée est inhumé dans la tombe familiale de Halloy (Belgique) le 24 juillet 2012.

### Origines de l'emblème
L’emblème de la 5e escadrille représente un faucon égyptien rouge et argenté empiétant un anneau magique, faisant référence au combat d’Horus, dieu des espaces aériens, contre Seth. Le faucon apparait en 1932 sur les avions de la 9e escadrille du Ve Groupe d’observation du 1er Régiment d’aéronautique basé à cette époque sur l’aérodrome d’Evere. En 1935, l’insigne passe à la 5e escadrille de reconnaissance nouvellement créée. Le faucon égyptien disparait dans la tourmente de la guerre et renaît en 1947 lorsqu’il est attribué à la toute jeune École de Pilotage Avancée (EPA) de Brustem qu’il suit à Kamina. Après l’indépendance du Congo, L’EPA rentre à Brustem et est intégrée en 1962 au sein du centre de perfectionnement dont le groupe de vol reprend pour emblème le faucon. Lorsque le centre de perfectionnement est dissout en 1984, le faucon égyptien et les traditions de la 5/III/3Aé sont transférés à l’escadrille d’instruction de vol de l’École de Pilotage Élémentaire (EPE) de Gossoncourt qui devient la 5e escadrille. Le faucon est aujourd’hui arboré fièrement sur le côté gauche des SIAI Marchetti SF.260,.

### Beauvechain
En novembre 1996, la 5e escadrille, équipée de SIAI Marchetti SF.260, quitte définitivement Gossoncourt pour s’installer à Beauvechain au sein du 1er Wing.
Après une nouvelle réorganisation des forces armées belges, les hélicoptères Agusta A.109 du wing héli, basés à Bierset, déménagent à Beauvechain le 1er septembre 2010. Les noms et traditions du 1er Wing ont été transférés au wing héli.
Ensemble, les 9e et 5e escadrille constituent actuellement la Basic Flying Training School. Toujours basée à Beauvechain, cette école est depuis sa transformation en 2010, indépendante du wing héli.

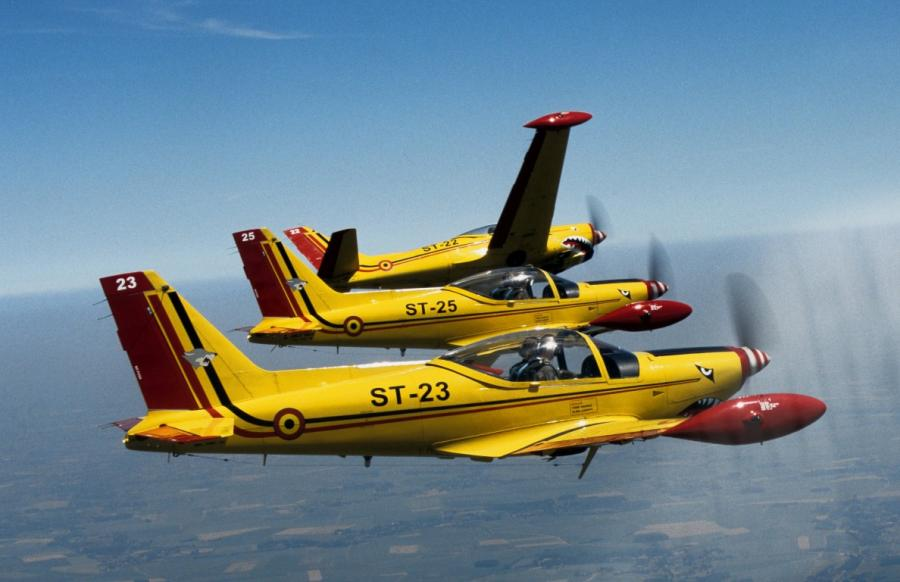
SF260M de la Force aérienne belge.

## Escadrille d'entrainement
Aujourd’hui, la 5e escadrille a pour mission de former les élèves pilotes au pilotage de base. Cette phase d’apprentissage désignée comme phase II comprend quatre disciplines auxquelles doit satisfaire chaque élève pilote avant de passer à la phase III dans une autre unité. Ces quatre disciplines comprennent le vol général, le vol aux instruments, le vol de navigation ainsi que le vol en formation. La 5e escadrille a également pour mission de sélectionner les élèves pilotes qui seront envoyés à l’Euro-NATO Joint Jet Pilot Training Program (ENJJPT) aux États-Unis pour y poursuivre leur phase III sur Beechcraft T-6 Texan II.
Le SIAI Marchetti SF.260, communément appelé « Marchetti », est l’appareil d’entraînement utilisé par la 5e escadrille pour mener à bien sa mission. Ce monomoteur de fabrication italienne, conçu par l’ingénieur Stelio Frati, offre une grande polyvalence et s’accommode parfaitement aux différentes disciplines d’apprentissage de base.
Les intructeurs pilotes de la 5e escadrille chargés de l’entraînement sont des pilotes expérimentés formés au sein du STANEVAL. Ces pilotes proviennent de différents horizons tels que des escadrilles de chasse, transport ou encore hélicoptère. Certains de ces intructeurs sont également membres de la patrouille acrobatique des « Red Devils ».

### Officiers commandant de la5eescadrille à Beauvechain
- Maj. Vl Peter Blockland : 1996-1998
- Maj. Avi Jean Vanhecke : 1998-2000
- Maj. Avi Stéphane Pierre : 2000-2002
- Maj. Vl Werner Desiron : 2002-2005
- Maj. Avi Michel Van Buggenhout : 2005-2008
- Maj. Avi Jean-François Balon : 2008-2010
- Lt-col. Avi Michel Borlée : 2011-2014
- Maj. Vl Mike Depreitere : 2014-2017
- Maj. Vl Sam Van der Linden : 2017-2019
- Maj. Vl Kevin Bourdiaudhy : 2019-2022
- Maj. Vl Kris Hendrickx : 2022-2023
- Maj. Avi Julien Pelletier : 2023-présent

### Sources
- Serge Van Heertum - Marc Arys  SIAI MARCHETTI Agile penguins in Belgian Skies. Editions Flash Aviation (2009)
- Les ailes militaires belges
- Les vieilles tiges de l'aviation belge asbl
- La Défense
- Champagne, Jacques P. & Detournay, Gaston L. Blasons Familiers d'une Chevalerie Nouvelle. Éditions Caractère – Arlon